# Strada statale 202 racc Triestina
L'ex strada statale 202 racc Triestina (SS 202 racc), nota anche come raccordo di Sistiana, era una strada statale italiana.
Rappresentava la connessione tra la strada statale 14 della Venezia Giulia e quella una volta classificata quale SS 202 nei pressi di Sistiana, ora corrispondente al tracciato del raccordo autostradale 13.
La strada venne declassificata nel 1985 e consegnata al comune di Duino-Aurisina; nel 2005 la stessa tratta è stata ripresa in consegna dall'ANAS che l'ha classificata provvisoriamente come Nuova strada Anas 56 di Sistiana (NSA 56).

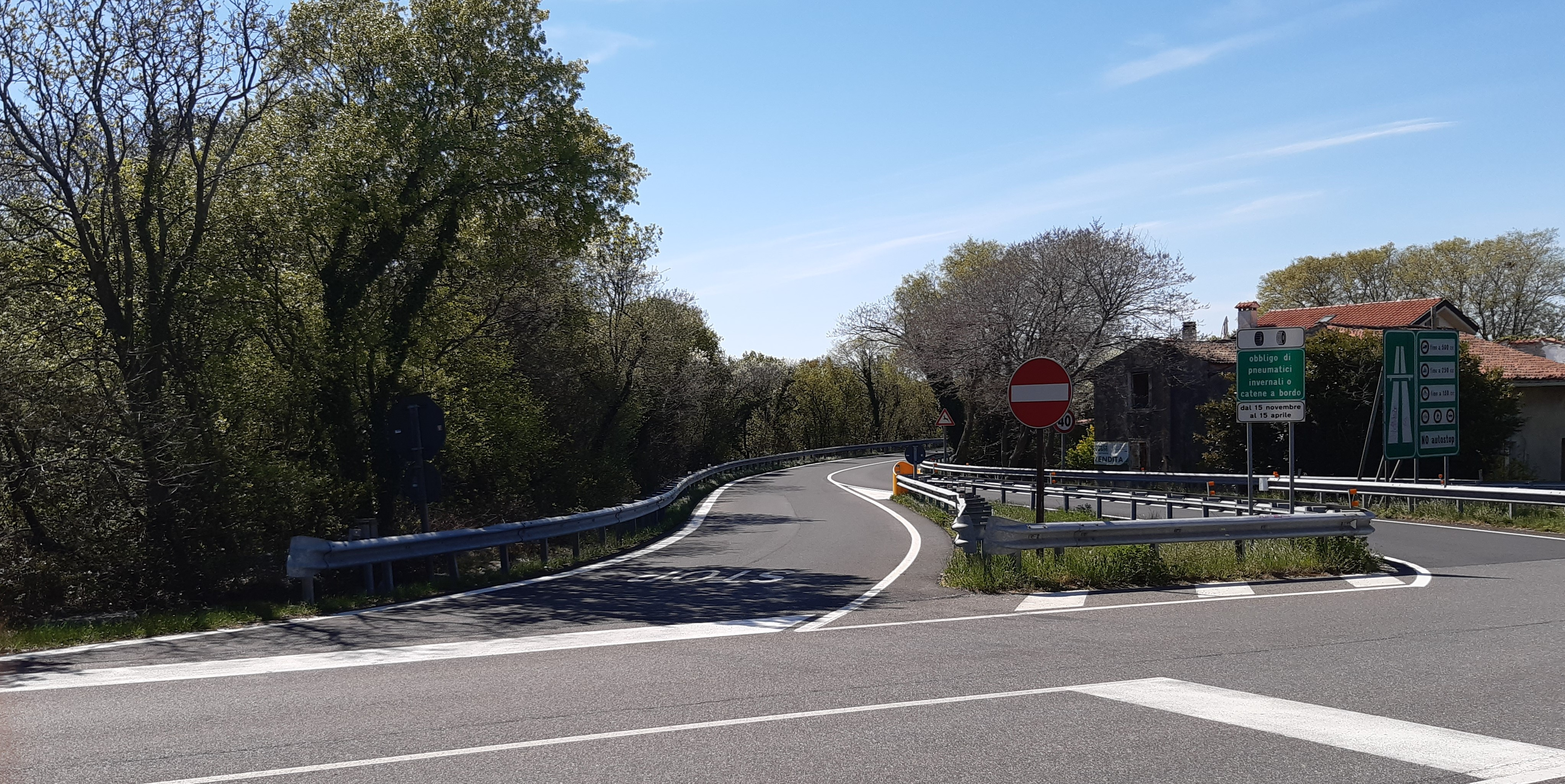
Lo svincolo della NSA56, posto tra Sistiana e Aurisina.

Dal 1º gennaio 2008 è passata in gestione alla Regione Friuli-Venezia Giulia, che ne ha immediatamente trasferito le competenze alla società Friuli Venezia Giulia Strade S.p.A.. La strada è inserita nella rete stradale di interesse nazionale a gestione regionale, non risultando perciò declassata.

## Percorso
Il suo tracciato si innesta sulla strada statale 14 della Venezia Giulia, al termine del tratto costiero, e termina presso lo svincolo di Sistiana sull'A4. Consente un collegamento rapido, senza passare per il centro dell'abitato, per il traffico proveniente dall'autostrada e diretto a Trieste.

### Tabella percorso
| Triestina |                                                    |      |           |
| Tipo      | Indicazione                                        | ↓km↓ | Provincia |
|           | Sistiana-Padriciano (Svincolo di Sistiana)         | 0,0  | TS        |
|           | Aurisina                                           | 0,8  | TS        |
|           | della Venezia Giulia (innesto solo da/per Trieste) | 1,1  | TS        |